# Вініри

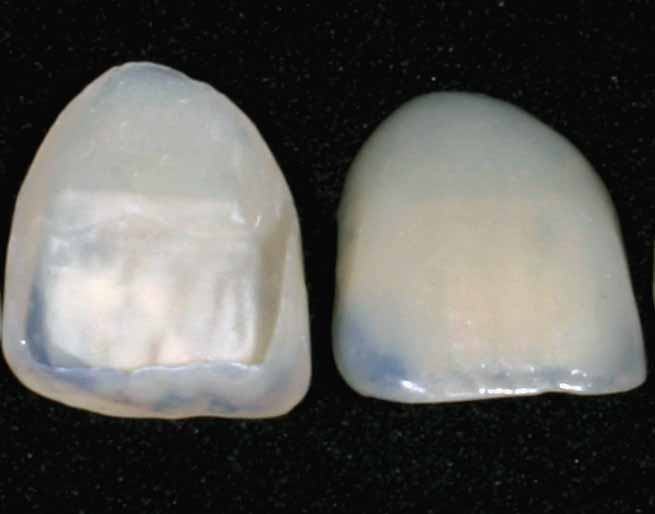
Вініри

Вініри — фарфорові або керамічні накладки, що замінюють зовнішній шар зубів. Вони дозволяють коригувати порушення форми та кольору зуба, а також захищають зуби (наприклад, при грі на духових інструментах). Вініри виготовляються відповідно до форми й кольору зубів пацієнта та його побажань.
Вінір — це пластина товщиною від 0,2 мм, що наклеюється на лабіальну, тобто губну сторону зуба і виконує естетичну, відновлювальну, маскувальну, фонетичну та аліментарну функції.

## Показання та протипоказання

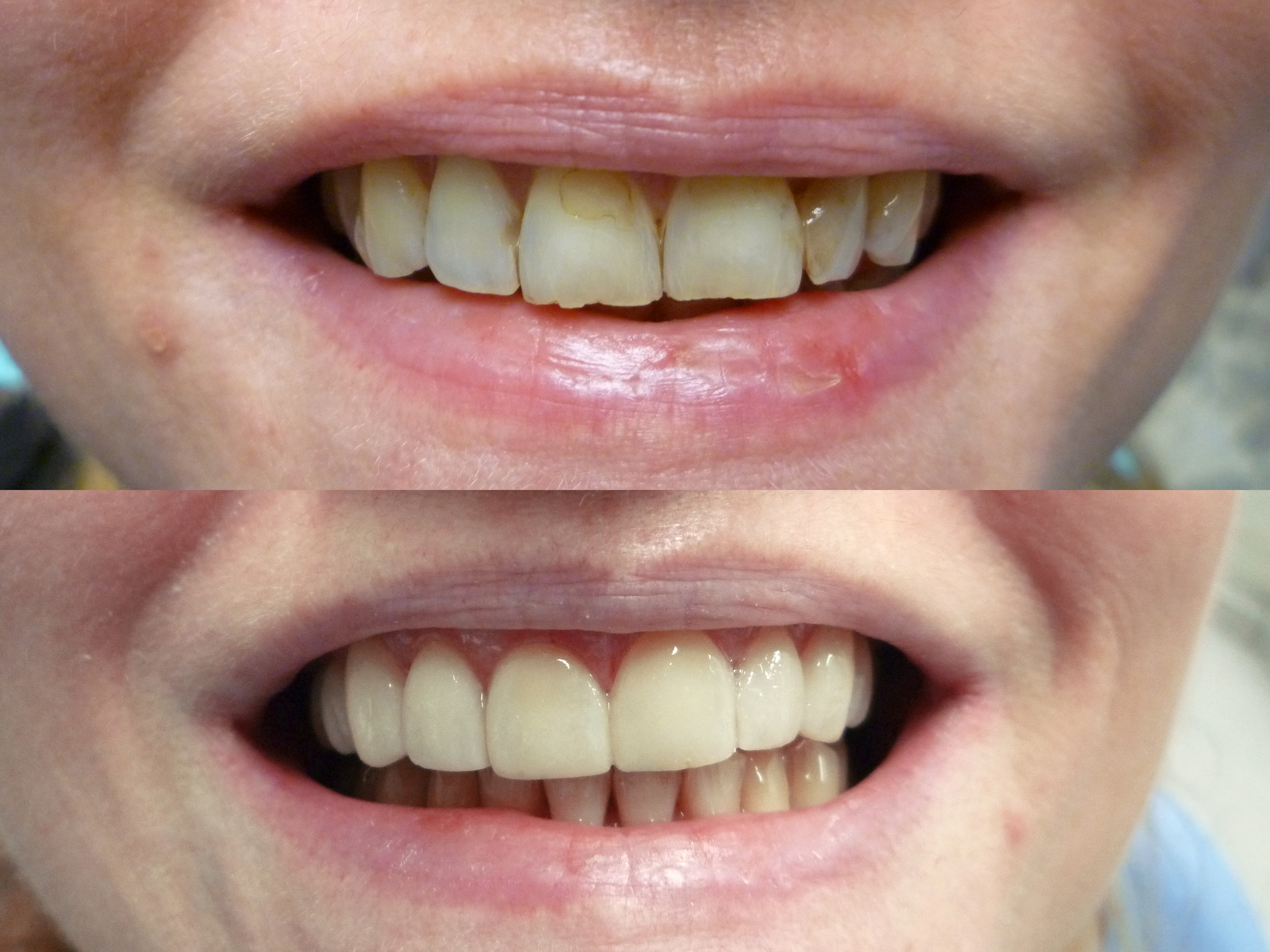
Зуби до та після встановлення вінірів

Майкл Зук, канадський доктор стоматологічної хірургії, в своїй книзі «Confessions of a Former Cosmetic Dentist» (укр. Сповідь колишнього косметичного стоматолога) описує наявні, на його думку, проблеми надмірного використання керамічних вінірів деякими косметичними стоматологами. Він вказує, що використання вінірів для «миттєвої ортодонтії» або імітації вирівнювання зубів може бути шкідливим, особливо для молодих людей зі здоровими зубами. Провідні стоматологи застерігають, що незначне поверхневе пошкодження або звичайне зношування зубів не є виправданням для керамічних вінірів. Це пояснюється тим, що підготовка, необхідна для накладення вініра, може в деяких випадках зруйнувати 3–30 % поверхні зуба, особливо якщо її виконує недосвідчений стоматолог. Встановлено, що через 10 років 50 % вінірів або зміщуються, або потребують повторної обробки, або перебувають в незадовільному стані.
Встановлення вінірів виправдане для осіб зі значними естетичними проблемами, такими як тріснуті або зламані зуби, що не відповідають вимогам для встановлення коронки або повної заміни.

### Показання
- щілини та проміжки між зубами;
- викривлена форма зуба;
- клиноподібний дефект;
- стирання зубів не більше другого ступеня;
- тріщини та сколи зубної емалі;
- зміна кольору зуба (травма, депульпований зуб, флюороз, початкова стадія гіпоплазії та ін.)[5].

### Протипоказання
- неправильний прикус;
- відсутність молярів;
- другий і більше ступінь стирання зубів;
- наявність шкідливих звичок, через які можуть пошкодитись вініри;
- наявність пломби на більшій частині зуба;
- високий ступінь руйнування зуба;
- бруксизм[6].

## Матеріали та технологія
Вініри бувають різних видів — композитні та керамічні. Композитні вініри можна виготовити прямим (у кріслі стоматолога в одне відвідування) та непрямим (за участю зуботехнічної лабораторії) способами.

### Керамічні
Керамічні вініри виготовляються із різних видів кераміки. Найчастіше для цього використовується полевошпатна кераміка (порцеляна) і склокераміка, рідше керамічні вініри роблять із блоків діоксиду цирконію. Керамічні вініри виготовляють лише лабораторним способом. Спочатку лікар препарує (обточує) зуб, потім отримує відбиток зубів, який відправляється до зуботехнічної лабораторії, де вже протягом двох тижнів пацієнту виготовлять постійний керамічний вінір. Щоб пацієнт не ходив із обточеними зубами, на час очікування на зуб фіксується тимчасовий вінір із пластмаси. Нижче розглянуто основні види керамічних вінірів.

#### Вініри з польовошпатової кераміки (порцеляна)
Перші керамічні вініри почали робити саме з порцеляни, оскільки цей вид кераміки дозволяє ідеально імітувати оптичні властивості зуба (відтінок та напівпрозорість емалі). Вініри з порцеляни виготовляють трьома лабораторними методами. По-перше, це метод пошарового нанесення фарфорової маси, коли після нанесення кожного шару фарфору роблять спікання фарфору при високій температурі спеціальної печі. По-друге, метод пресування порцеляни в умовах високого тиску та температури. Третій метод, який з'явився порівняно недавно, — це фрезерування блоків полевошпатової кераміки.
При використанні фарфору, вініри з пресованої кераміки мають значно більшу міцність.

#### Вініри зі склокераміки
Склокераміка складається з кристалів дисилікату літію, які мають такий самий коефіцієнт прозорості, як і справжня зубна емаль, тому вініри з цього матеріалу максимально схожі на справжні зуби.

#### Вініри з діоксиду цирконію
Такі вініри роблять із блоків діоксиду цирконію за допомогою їх фрезерування. Міцність таких вінірів залежить від типу блоків діоксиду цирконію. Якщо використовуються блоки з так званого сирого м'якого діоксиду цирконію, міцність вінірів на вигин буде близько 900 МПа, проте такі вініри будуть мати погану естетику, що пов'язано з відсутністю прозорості матеріалу та його молочно-білим кольором. Якщо використовуються блоки діоксиду цирконію з додаванням ітрію, вініри з такого діоксиду цирконію виходять напівпрозорими і мають гарну естетику, проте їхня міцність на вигин буде вже меншою (близько 550 МПа).

### Композитні вініри
Для встановлення композитних вінірів, лікар сточує тонкий шар емалі, далі, використовуючи адгезивні системи, нашаровує композитний пломбувальний матеріал. Виготовляються такі вініри безпосередньо в ротовій порожнині і служать від 3 до 5 років. Частіше такі вініри застосовують, якщо хочуть покращити один або два зуби із загального ряду. Їх також виготовляють лабораторним методом: після зняття відбитка отримують модель, потім моделюють вінір і далі полімеризують його в спеціальних полімеризаційних печах. У клініці вінір фіксують на рідинний композит. Перевагою даного методу є більш повна полімеризація композиту і, як наслідок, його посилена міцність.

### Люмініри
Технологія виготовлення надтонких керамічних вінірів запатентована компанією Cerinate (США) отримала назву Lumineers. Цей вид вінірів виробляється виключно в лабораторії компанії Cerinate, розташованої в штаті Каліфорнія (США). Перевагою даного типу вінірів перед класичними є:
- неінвазивність — не потрібно обточування твердих тканин зубів;
- підвищена естетика у стилі так званої «голлівудської посмішки»;
- можливість видалення та заміни встановлених вінірів без пошкодження тканин зубів.

Не рекомендується застосовувати у випадках «плямистої» або різнобарвної емалі, тому що люмінір прозорий.

## Переваги та недоліки
Для виготовлення вінірів, за великим рахунком, не потрібне агресивне препарування емалі зуба, в деяких випадках (мікродентія або стертість) можливе виготовлення вінірів без препарування тканин зуба. При дотриманні оклюзійних та гнатологічних принципів у клініці та дотриманні всього технологічного регламенту в лабораторії інженером-техніком даний метод реставрації може бути широко рекомендований до застосування.

### Переваги
- Швидкість виготовлення — у випадку композитних вінірів достатньо одного відвідування.
- Довговічність, особливо під час виготовлення керамічних вінірів.
- Відмінний косметичний ефект за рахунок відсутності металу та інших непрозорих матеріалів.
- Сучасні вініри пропускають світло, тому зуби виглядають природно.

### Недоліки
- Мала міцність, особливо композитних вінірів.
- Мала маскуюча здатність при значній зміні кольору зуба.
- Висока ціна керамічних вінірів.
- Обточування емалі необоротне. У разі повного зняття вініра буде потрібна додаткова реставрація зуба.